# 성내유수지축구장
성내유수지축구장(城內遊水池蹴球場, Seongnae Reservoir Football Field)은 대한민국 서울특별시에 있는 스포츠 시설이다. 인조잔디 필드가 갖춰진 경기장이며, 2016년에 준공되었다.

## 참고 문헌
- “성내유수지축구장”. 《강동문화포털출판사=강동구청》.
- “성내유수지축구장”. 《강동구 체육시설 예약시스템》. 강동구청.
- “성내유수지축구장”. 《서울생활체육포털》. 서울특별시청.
- 《2023 전국 공공체육시설 현황 (2022년 12월말 기준)》. 대한민국 문화체육관광부. 2024.